# Elektrický výkon

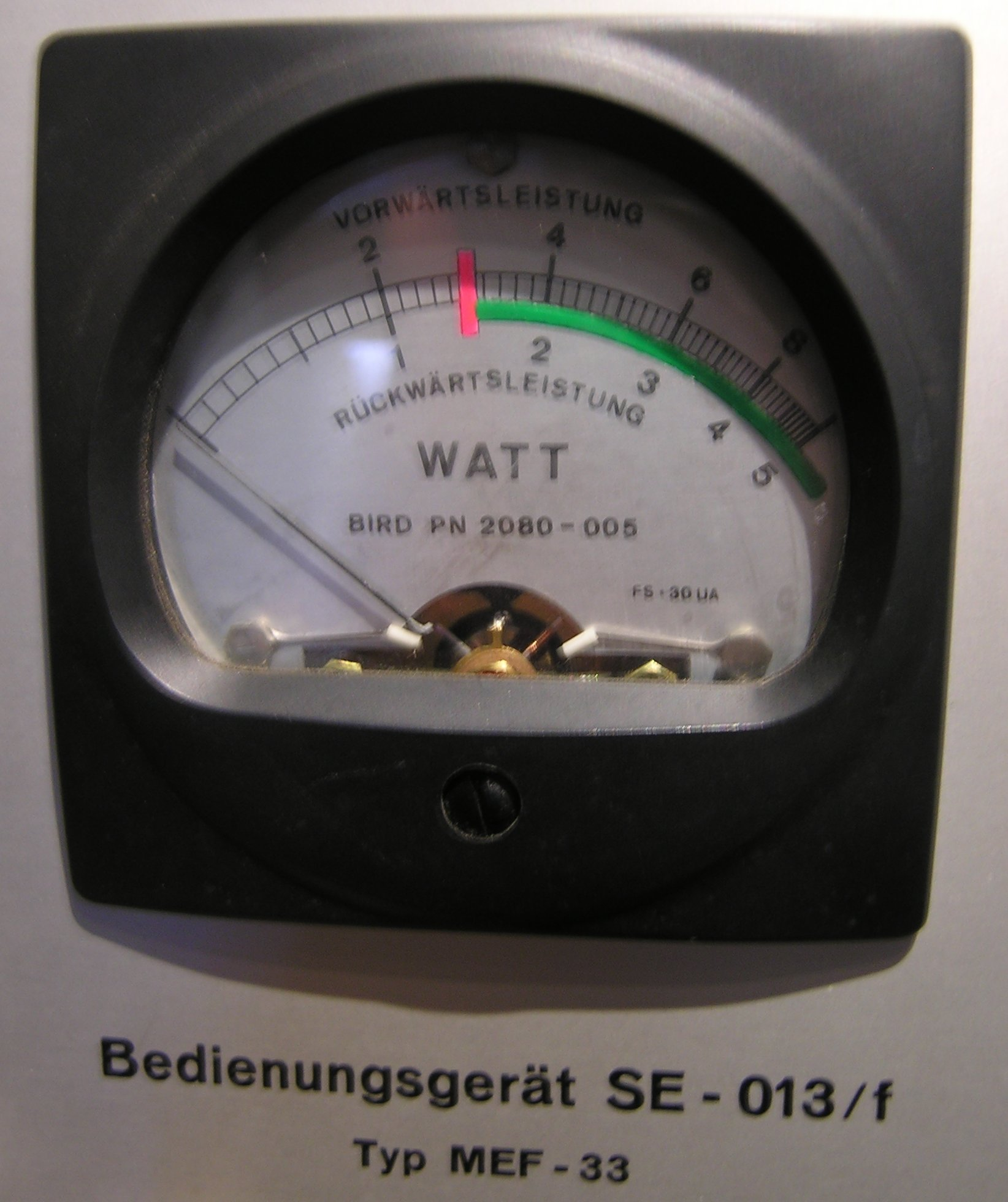
Wattmetr – přístroj pro měření elektrického výkonu

Elektrický výkon je fyzikální veličina, která vyjadřuje vykonanou elektrickou práci konanou elektrickou silou za jednotku času. Pro harmonický průběh napětí a proudu se kromě činného výkonu P definuje dále jalový a zdánlivý výkon Q a S.
Činný:
Značka: {\displaystyle P},
Jednotka SI: watt, značka {\displaystyle \mathrm {W} }
Jalový:
Značka: {\displaystyle Q},
Jednotka SI: voltampér reaktanční, značka {\displaystyle \mathrm {var} } (zvyklostně {\displaystyle \mathrm {VAr} }) 
Zdánlivý:
Značka: {\displaystyle S},
Jednotka SI: voltampér, značka {\displaystyle \mathrm {VA} }

## Definice
Elektrický výkon se definuje jako elektrický náboj {\displaystyle \mathrm {d} q} přenášený mezi dvěma místy o vzájemném napětí {\displaystyle u} vykonávající elektrickou práci {\displaystyle \mathrm {d} W=u\,\mathrm {d} q} za čas {\displaystyle \mathrm {d} t}, jeho okamžitá hodnota se pak rovná součinu okamžitých hodnot napětí a proudu:
{\displaystyle p={\frac {\mathrm {d} W}{\mathrm {d} t}}={\frac {\mathrm {d} W}{\mathrm {d} q}}\cdot {\frac {\mathrm {d} q}{\mathrm {d} t}}=u\cdot i}.
Pro výkon stejnosměrného napětí a proudu pak dostaneme {\displaystyle P=UI}.

## Periodický harmonický výkon

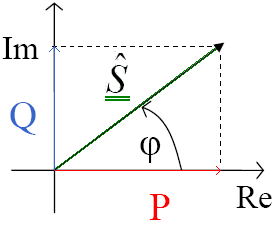
Pravoúhlý trojúhelník výkonů – vztah mezi činným P[W], jalovým Q[VAr] a zdánlivým výkonem S[VA].

Střední hodnotu reálného výkonu harmonického napětí a proudu určíme následovně:
{\displaystyle P={\frac {1}{T}}\int _{0}^{T}u(t)\,i(t)\,\mathrm {d} t={\frac {1}{T}}\int _{0}^{T}U_{\mathrm {m} }\sin(\omega t+\varphi )\,I_{\mathrm {m} }\sin(\omega t)\,\mathrm {d} t={\frac {UI}{T}}\int _{0}^{T}(\cos(\varphi )-\cos(2\omega t+\varphi ))\,\mathrm {d} t=}
{\displaystyle \,\,\,\,\,\,={\frac {UI}{2\omega T}}(2\omega T\cos(\varphi )-\sin(2\omega T+\varphi )+\sin(\varphi ))=UI\cos \varphi }
kde {\displaystyle \omega T=2\pi }, {\displaystyle U} a {\displaystyle I} jsou efektivní hodnoty napětí a proudu ({\displaystyle U_{\mathrm {m} }={\sqrt {2}}U} a {\displaystyle I_{\mathrm {m} }={\sqrt {2}}I}), {\displaystyle \omega } je úhlová frekvence a {\displaystyle \varphi \in \langle -{\frac {\pi }{2}},{\frac {\pi }{2}}\rangle } je fázový posuv napětí vůči proudu. Hodnota fázového posuvu je určena parametry elektrického obvodu přenášejícího výkon, tj. rezistance, indukčnost a kapacita. Kosinus fázového posuvu {\displaystyle \cos \varphi \in \langle 0,1\rangle } se nazývá účiník.
Reálný výkon {\displaystyle P=UI\cos \varphi } lze matematicky interpretovat jako reálnou část komplexního výkonu {\displaystyle S=UI} a imaginární výkon {\displaystyle Q=UI\sin \varphi } pak lze matematicky interpretovat jako imaginární část komplexního výkonu. Imaginární výkon lze fyzikálně interpretovat jako energii, která se obvodem během periody přelévá tam a zpět (a způsobuje v části periody zápornou hodnotu okamžitého reálného výkonu), což je způsobeno tím, že elektrická energie v jedné části periody v kondenzátoru (kapacitě), resp. cívce (indukčnosti), vytváří elektrické, resp. magnetické pole, a v druhé části periody pak tato pole zanikají a stejnou energii vracejí zpět do obvodu. Imaginární výkon na rozdíl od reálného výkonu tedy nekoná žádnou využitelnou práci, proto se nazývá jalový výkon, reálný výkon se pak nazývá činný výkon, přičemž norma komplexního výkonu se nazývá zdánlivý výkon. Zdánlivý výkon lze také chápat jako největší možný výkon dosažitelný při nulovém fázovém posuvu, tj. jednotkovém účiníku (odporový charakter obvodu). Podle toho, zda má obvod indukční nebo kapacitní charakter, tj. zda je fázový posuv kladný nebo záporný, může být jalový výkon na rozdíl od činného výkonu jak kladný tak záporný, pokud napětí předbíhá proud (indukční charakter), je výkon kladný, pokud se napětí zpožďuje za proudem (kapacitní charakter), je výkon záporný. Přestože jalový výkon nekoná žádnou využitelnou práci, obvodem se přenáší a působí tak ztráty činného výkonu, tj. snahou tedy je přenášený jalový výkon minimalizovat užitím tzv. kompenzátorů účiníku. Komplexní výkon lze zapsat jako součin fázoru napětí a komplexně sdruženého fázoru proudu:
{\displaystyle {\hat {S}}={\hat {U}}{\hat {I}}^{*}=Ue^{j(\alpha +\varphi )}Ie^{-j\alpha }=UIe^{j\varphi }=UI(\cos \varphi +j\sin \varphi )=P+jQ\ \ \ \ \ } tj. {\displaystyle \ \ \ \ \ S={\sqrt {P^{2}+Q^{2}}}}
V třífázové síti pak dostaneme {\displaystyle {\hat {S}}=3\ {\hat {U_{f}}}{\hat {I}}^{*}={\sqrt {3}}\ {\hat {U}}{\hat {I}}^{*}}, kde {\displaystyle {\hat {U_{f}}}} resp. {\displaystyle {\hat {U}}} jsou fázory tzv. fázového resp. sdruženého napětí.
Okamžitou hodnotu výkonu harmonického napětí a proudu určíme následovně:
{\displaystyle s(t)=u(t)\,i(t)=U_{\mathrm {m} }\sin(\omega t+\varphi )\,I_{\mathrm {m} }\sin(\omega t)=UI(\cos \varphi -\cos(2\omega t+\varphi ))=P(1-\cos 2\omega t)+Q\sin 2\omega t=}
{\displaystyle \,\,\,\,\,\,\,\,\,\,\,=p(t)+q(t)}
kde
{\displaystyle \cos(2\omega t+\varphi ))=\cos 2\omega t\cos \varphi +\sin 2\omega t\sin \varphi \ } a {\displaystyle \ s(t),p(t),q(t)} jsou okamžité hodnoty zdánlivého, činného a jalového výkonu.
Střední hodnotu činného resp. jalového výkonu harmonického napětí a proudu pak určíme následovně:
{\displaystyle {\bar {P}}={\frac {1}{T}}\int _{0}^{T}p(t)\,\mathrm {d} t={\frac {P}{T}}\int _{0}^{T}(1-\cos 2\omega t)\,\mathrm {d} t=P\ \ \ } resp. {\displaystyle \ \ \ {\bar {Q}}={\frac {1}{T}}\int _{0}^{T}q(t)\,\mathrm {d} t={\frac {Q}{T}}\int _{0}^{T}\sin 2\omega t\,\mathrm {d} t=0}
tj. z nulové střední hodnoty jalového výkonu plyne, že jalový výkon na rozdíl od činného výkonu nekoná žádnou využitelnou práci, čímž je dokázáno výše uvedené tvrzení.

Harmonické napětí, proud a výkon

Rozklad harmonického výkonu (červeně) na složku činnou (zeleně) a jalovou (modře)

## Periodický neharmonický výkon
Okamžitou hodnotu výkonu periodického napětí a proudu určíme jejím rozvojem ve Fourierovu řadu následovně:
{\displaystyle s(t)=u(t)\,i(t)=\sum _{n=0}^{\infty }U_{n}I_{n}\cos \varphi _{n}+\sum _{n=0}^{\infty }{\bar {U}}_{n}{\bar {I}}_{n}\sin \varphi _{n}=\sum _{n=0}^{\infty }P_{n}+\sum _{n=0}^{\infty }Q_{n}},
kde {\displaystyle \varphi _{n}=n\omega t} a kde: 
{\displaystyle U_{0}I_{0}={\frac {1}{T}}\int _{0}^{T}u(t)\,i(t)\,\mathrm {d} t\ \ \ }{\displaystyle \ \ \ U_{n}I_{n}={\frac {2}{T}}\int _{0}^{T}u(t)\,i(t)\,\cos \varphi _{n}\,\mathrm {d} t\ \ \ }{\displaystyle \ \ \ {\bar {U}}_{n}{\bar {I}}_{n}={\frac {2}{T}}\int _{0}^{T}u(t)\,i(t)\,\sin \varphi _{n}\,\mathrm {d} t\ \ \ }{\displaystyle \ \ \ n=1,2,3,\cdots }
Veličiny {\displaystyle U_{n},I_{n},{\bar {U}}_{n},{\bar {I}}_{n},\varphi _{n}} nemají fyzikální význam, jsou to matematické ekvivalenty harmonického průběhu.
Vzhledem k tomu, že z Parsevalovy rovnosti plyne: {\displaystyle S^{2}={\frac {1}{T}}\int _{0}^{T}s^{2}(t)\,\mathrm {d} t=\sum _{n=0}^{\infty }U_{n}^{2}I_{n}^{2}+\sum _{n=0}^{\infty }{\bar {U}}_{n}^{2}{\bar {I}}_{n}^{2}\geq \sum _{n=0}^{\infty }P_{n}^{2}+\sum _{n=0}^{\infty }Q_{n}^{2}=P^{2}+Q^{2}}, zavádí se tzv. deformační výkon {\displaystyle D={\sqrt {S^{2}-P^{2}-Q^{2}}}} generovaný vyššími harmonickými napětí a proudu, pak dostaneme zdánlivý výkon {\displaystyle S={\sqrt {P^{2}+Q^{2}+D^{2}}}} a ekvivalentní účiník {\displaystyle \lambda ={\frac {P}{S}}} jakožto analogie k harmonickému průběhu napětí a proudu.

## Výkon a příkon
U elektrických spotřebičů se někdy pojem výkon používá v mírně jiném, zúženém významu, neboť se rozlišuje výkon a příkon: Do výkonu se zahrnuje pouze ta část práce, která slouží požadovanému účelu (přemění se na požadovaný druh energie, např. u svítidel světelný výkon), zbytek spotřebované energie (přeměněné na jiné formy energie, u svítidla např. na teplo) se zahrnuje pouze do příkonu. Toto rozlišení nemá z hlediska elektrického obvodu žádný vliv, celý příkon je z hlediska obvodu výkonem, rozdíl je však podstatný pro uživatele příslušného spotřebiče, a to z pohledu jeho účinnosti.

## Měření výkonu
Pro měření výkonu stejnosměrného proudu lze použít současně zapojený voltmetr a ampérmetr, přičemž je potřeba odečíst příkon voltmetru nebo ampérmetru (podle způsobu zapojení). Obecně lze činný výkon měřit pomocí přístrojů označovaných jako wattmetry, které mohou fungovat buď elektromechanicky, nebo elektronicky. Jalový výkon lze měřit wattmetrem, u kterého je na napěťovou svorku připojené napětí fázově posunuto o úhel {\displaystyle \pi /2}. Ve třífázové soustavě jsou potřeba dva wattmetry (tzv. Blondelův teorém).